# معركة الحماد

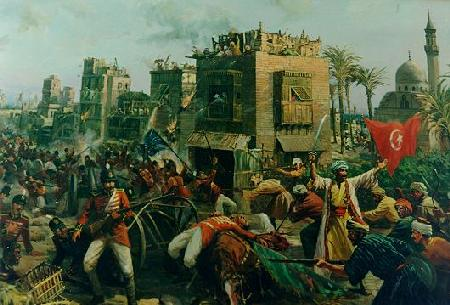
صورة تظهر معركة الحماد التي دارت بين قوات الإنجليزية و الجيش المصري من ابريل سنة 1807

معركة الحماد، هي إحدى معارك حملة فريزر، وقعت في 21 أبريل 1807 بين القوات الإنجليزية بقيادة الجنرال فريزر وقوات الجيش المصري بقيادة محمد علي باشا بالقرب من قرية الحماد بالبحيرة

## أحداث المعركة
كانت معركة رشيد ضربة أصابت الجيش الإنجليزي، فقد بلغت خسائر الإنجليز 185 قتيلاً و282 جريحًا و120 أسيرًا لدى حامية رشيد، فأراد الجنرال فريزر قائد الحملة أن يمحو اثر الهزيمة التي لحقت به في تلك المعركة، واعتزم تجهيز جيش آخر يستأنف الزحف على رشيد وعهد بقيادته إلى الجنرال ستوارت.
وفي غضون ذلك وصل محمد علي باشا إلى القاهرة عائدا من الصعيد فبلغها ليلة 12 أبريل سنة 1807 (3 صفر سنة 1222) فأطلع على الأنباء الواردة عن هزيمة الإنجليز في رشيد، فأطمأن ولكن لم يركن إلى ما حدث في تلك الموقعة ورأى أن الإنجليز قد يستأنفون القتال والزحف ليستردوا هيبتهم الضائعة، فبادر إلى حشد جيش لمحاربتهم وصدهم عن أي التقدم، واتم عمل الاستحكامات التي بدء بها قبل حضوره، وواصل العمل في حفر الخنادق بين باب الحديد وبولاق لاقامة خط الدفاع عن القاهرة من الشمال وشق أخاديد أمام الخنادق تتصل بالنيل لتمتلئ بالمياه وتعرقل تقدم الجيش الإنجليزي، واغرق عدة من المراكب بين جزيرة بولاق والشاطئ لمنع مرور السفن الإنجليزي في النيل إذا جاءت من رشيد، ونصب المدافع في شبرا وامبابة وجزيرة بولاق، واشترك العلماء والشعب في العمل معهم.
واخذ يدبر المال اللازم لنفقات الجيش، وعاونه السيد عمر مكرم والعلماء في جمع ما يستطاع تدبيره من المال فجمعوا تسعمائة كيس من سكان العاصمة خصصوها لنفقات الزحف. وتم تجهيز الحملة فكانت مؤلفة من أربعة آلاف مقاتل من المشاة وخمسمائة وألف من الفرسان، وسارت متجهة إلى رشيد بقيادة طبوز أوغلي.
أما جيش الجنرال ستوارت فكان عدده نحو أربعة آلاف مقاتل مجهزين بالمدافع والاسلحة والذخائر. وتحرك هذا الجيش من الإسكندرية يوم 3 أبريل زاحفا على رشيد، ولما صار على مقربة منها قامت كتيبة بأحتلال الحماد التي يتقع جنوب رشيد بين النيل وبحيرة ادكو، وكان الغرض من احتلالها تطويق رشيد، ومنع وصول المدد اليها من الجنوب وحماية مصدر الماء للجيش الإنجليزي.
واحتل الإنجليز أيضا آكام أبي مندور، وركبوا عليها المدافع ليضربوا رشيد بالقنابل وعسكر معظم الجيش غربي رشيد وجنوبيها واخذ يحاصرها (7 أبريل) ويضربها بالمدافع.
وكان الإنجليز يظنون أن ضرب المدينة بالمدافع يلقي الرعب في نفوس الحامية والاهالي، ويضطرهم إلى التسليم، وقد أنذروهم غير مرة بأن يسلموا المدينة، ولكنهم رفضوا، وكان انتصارهم السابق في واقعة رشيد قد بعث في نفوسهم الحمية والحماسة، فصمموا على الاستبسال في الدفاع عن مدينتهم، وبالرغم مما أحدثته القنابل من تخريب البيوت وقتل الكثير من السكان فانهم صبروا واحتملوا بشجاعة، وكانوا يخرجون من المدينة من وقت لآخر لمناوشة القوات الإنجليزية، واستمر الضرب الحصار نحو اثنى عشر يوما دون ان يحرز الإنجليز أي إنجاز عسكري.
كان الإنجليز ينتظرون ان ينجدهم المماليك، ولكن هؤلاء اخذوا يسوفون ويماطلون في الوفاء بعهدهم، ويرقبون تطور الحوادث، ثم تخلوا عن حلفائهم لما رأوا من حرج مركزهم. وفي غضون ذلك أخذ الاهالي يناوشون مواقع الإنجليز في الحماد، فانفذ اليها الجنرال ستوارت مددا من الجنود، وركب المصريون أيضا مدفعين على الشاطئ الشرقي وأخذوا يلقون القنابل على ميمنة الجيش الإنجليزي بالبر الغربي، فاجتاز الماجور ماكدونالد النهر عند مسجد أبي مندور (16 أبريل) ومعه قوة من 250 جنديا واستولى على موقع المصريين وعلى المدفعين، ثم تلقى المصريون مددا فعاد ماكدونالد أدراجه إلى البر الغربي.
واستمر الضرب والحصار إلى أن جاء المدد الذي أرسله محمد علي باشا بقيادة طبوزاوغلي، فتغير الموقف الحربي تغير جوهريا. كان هذا المدد مؤلفا من فرقتين، الأولى يقودها طبوزاوغلي نفسه بالبر الشرقي للنيل، والأخرى بقيادة حسن باشا بالبر الغربي، وكانت الفرقتان تسير علي حذى الشاطئين، فلما جاءتا على مقربة ن رشيد عسكرت فرقة حسن باشا بالبر الغربي تجاه الحماد، وعسكرت الأخرى في برنبال بالشاطئ الشرقي وكان جنود الفرقين بشاهد بعضهم بعضا.
ففي صبيحة 20 أبريل تقدمت طلائع الجيش المصري من الفرسان (من فرقة حسن باشا) نحو مواقع الإنجليز في الحماد، والتقت بكتيبة منهم وسط المزارع، فاراد هؤلاء الارتداد إلى القرية، ولكنهم لم يحكموا انسحابهم واحاط بهم فرسان الجيش المصري فقتلوا بعضهم وأسروا آخرين، فلما علم الجنرال ستوارت بهذا الاصطدام الأول أرسل الكولونيل ماكلود ومعه عدد من الجنود والمدافع إلى الحماد لتثبيت مركز الإنجليز فيها، وعهد اليه بقيادة القوة المرابطة بها.
كان موقع هذه القرية على جانب كبير من الأهمية، وعليها يدور محور القتال لانها واقعة في البرزخ بين النيل وبحيرة إدكو، وفي شماليها ترعة كانت في ذلك الحين جافة تصل من النيل إلى قرب البحيرة، فلو أن الإنجليز أحكموا الدفاع عن موقعهم بها لأمكنهم أن يسدوا الطريق أمام الجيش المصري فلا يستطيع اجتياز ذلك البرزخ ولا الوصول إلى رشيد ليمدها بالنجدة.
رتب الكولنل مواقع جنوده ليدافع بهم هن هذا البرزخ، وكان عددهم ثمانمائة مقاتل ترتكز ميسرتهم إلى النيل بقيادة الماجور وجسلند، وميمنتهم قرب بحيرة ادكو بقيادة الكابتن تارلتون، والقلب في قرية الحماد بقيادة الماجور مور، أما جمهورة الجيش الإنجليزي فرابطت حول رشيد لحصارها.
وانقضى يوم 20 أبريل وموقع الإنجليز في الحماد لم يستهدف من قبل القوات المصرية، وكان الكولونل ماكلود مطمئنا إلى مركزه، لكن الجنرال ستوارت لاحظ حتما تأثر خط الدفاع في الحماد (ليلة 21 أبريل) انه لا يحتمل في بعض جهاته ضغط قوات الجيش المصري إذا تكاثر عددها، فعهد إلى الكولنل ماكلود أن يستبسل في الدفاع عن مواقعه قدر ما يستطيع، وفي حالة تكاثر قوات الفرسان المصريين فعليه أن يرتد إلى شاطئ البحيرة، فاذا لم يستطيع ذلك فليتراجع إلى مواقع الجيش الإنكليزي الذي كان يحاصر رشيد.
وأدرك الجنرال ستوارت أن القوات المصرية بعد ان جاءها المدد صارت أكثر عددا من الجيش الإنجليزي، فارتأى أن يسنتظر إلى اليوم التالي (21 أبريل) واعتزم إذا لم تصله النجدة من المماليك ان ينسحب من الحماد ويرفع الحصار عن رشيد ويتراجع إلى الإسكندرية.
أما طبوزاوغلي قائد الجيش المصري، فانه كان إلى ذلك الوقت مرابطا في برنبال بالبر الشرقي، مترددا في أي طريق يسلكه، هل يذهب رأسا لنجدة رشيد ليرفع الحصار عنها، أم يهاجم أولا موقع الإنجليز في الحماد، إلى أن تشجع بالنصر الذي ناله فرسان حسن باشا بالبر الغربي في الاصطدام الأول، فاعتزم اتباع الخطة الأخيرة، فعبر النيل ليلا بجنوده، واقلتهم المراكب إلى العدوة اليسرى، وانضموا إلى فرقة حسن باشا تأهبا لمهاجمة الحماد في صبيحة (21 أبريل).
وفي الصباح شاهد الكولنل ماكلود قوات الجيش المصري قد تكاثر عددها، وامتلأ السهل برجالها، فأرسل من فوره إلى الجنرال ستوارت ينبئه الخبر ويطلب اليه ان يقره على الانسحاب إلى مواقع الجيش الإنجليزي حول رشيد، فبعث اليه ستورات يقره على خطته، ويمدع بفصيلة من الجند، ولكن الرسول لم يصل إلى الحماد وكذلك لم يجيء المدد، لأن فرسان الجيش المصري قد انسابوا في السهل وقطعوا المواصلات بين الحماد ورشيد، فاعتزم ماكلود الانسحاب من خط دفاعه، ولكنه لم يحكم خطته، وتفرقت قواته، فتمكن فرسان الجيش المصري من الانقضاض عليها واحدة اثر أخرى في الوقت الذي احتل فيه المشاة الصريون قرية الحماد.
تعقب الفرسان القوات الثلاث، فأحاطوهم وانهال عليها الرصاص، من كل صوب فقتل معظم رجالها وقتل من بينهم الكولونل ماكلود نفسه. وأحاطوا كذلك بالميمنة فقتل قائدها ترلتون ومعظم جنودها، ولم ينج من القتل سوى خمسين وقعوا في الاسر.
اما الميسرة فقد قاومت قليلا واحاط بها الفرسان من كل جانب، فلم ير قائدها الماجور وجلسند بدا من التسليم، فسلم هو والبقية الباقية من الإنجليز، وكان ذلك ختام المعركة. بدأت الواقعة الساعة السابعة صباحا. واستمرت ثلاث ساعات حمى فيها وطيس القتال، وانتهت بهزيمة الجيش الإنجليزي المرابط في الحماد، ولم ينج منه أحد، فمن لم يدركه القتل لم يسلم من الأسر، وبلغت خسارته نحو 416 من القتلى و400 أسير.
كان الجنرال ستوارت مرابطا أثناء الواقعة جنوبي رشيد ومعه بقية الجيش الإنجليز، فلما ادرك عظمة النكبة التي حلت بقواته في الحماد سارع إلى رفع الحصار عن رشيد وبادر إلى الانسحاب قبل ان ينقض عليه الجيش المصري، فأتلف مدافعه التي لم يستطع حملها وتراجع إلى طريق أبو قير يجر أذيال الخيبة والهزيمة.
وبالرغم من كتمانه تدابير الانسحاب فان اهالي رشيد والبلاد المجاورة تعقبوه في انسحابه إلى ان وصل إلى بحيرة ادكو وجرت مناوشات على شاطئ البحيرة بينه وبين المصريين انتهت بارتداد هؤلاء ومواصلة الإنجليز الانسحاب حتى بلغو أبو قير ومن هناك استقلوا السفن إلى الإسكندرية.

## رواية الجبرتي عن معركة الحماد
قال الجبرتي عن معركة الحماد ما يلي:
«في يوم الخميس 14 صفر حضر شخصان من السعاة وأخبرا بالنصر على الإنجليز وهزيمتهم، وذلك انه اجتمع الجم الكبير من اهالي البحيرة وغيرها واهالي رشيد ومن معهم من المتطوعة والعساكر، وأهل دمنهور، وصادف وصول كتخدا بك وإسماعيل كاشف الطوبجي إلى تلك الناحية، فكان بين الفريقين مقتلة كبيرة واسروا من الإنكليز طائفة وقطعوا منهم عدة رءوس، فخلع الباشا (محمد علي) على الساعيين جوختين، وفي اثر ذلك وصل أيضا شخصان من الأتراك بمكاتبات بتحقيق ذلك الخبر، وبالغا في الاخبار وان الإنكليز انجلوا عن متاريس رشيد وابي مندور والحماد، ولم يزل المقاتلون من أهل القرى خلفهم إلى ان توسطوا البرية وغنموا جبخانتهم وأسلحتهم ومدافعهم ومهراسين عظيمين».
وقال في موضع آخر يصف تطوع المصريين في القتال بعد معركة رشيد الأولى ونصيبهم في معركة الحماد وما ابلو فيها من البلاء الحسن، وكيف غمط حقهم بعد ذلك ولم يعرف فضلهم في الجهاد والفوز:
«وكذلك أهل البلاد قويت همتهم وتأهبوا للبروز والمحاربة، واشتروا الاسلحة ونادوا على بعضهم الجهاد، وكثر المتطوعون ونصبوا لهم بيارق واعلام، وجمعوا من بعضهم دراهم وصرفوا على من انضم اليهم من الفقراء، وخرجوا في مواكب وطبول وزمور، فلما وصلوا إلى متاريس الإنكليز دهموهم من كل ناحية على غير قوانين حروبهم وترتيبهم، وصدقوا في الحملة عليهم، والقوا انفسهم في النيران ولم يبالوا برميهم، وهجموا عليهم واختلطوا بهم، وأدهشوهم بالتكبير والصباح حتى ابطلوا رميهم ونيرانهم، فألقوا سلاحهم، وطلبوا الامان فلم يلتفتوا لذلك، وقبضوا عليهم وذبحوا الكثير منهم وحضروا بالاسرى والرءوس على الصورة المذكورة وفر الباقون إلى من بقى بالإسكندرية، وليت العامة شكروا على ذلك أو نسب اليهم فضل، بل نسب كل ذلك للباشا وعساكره، وجوزيت العامة بضد الجزاء بعد ذلك».

## تأثير معركة الحماد في الموقف الحربي
كانت معركة الحماد هزيمة ساحقة للإنجليز، فملأت نفوس المصريين فخرا وثقة، وأسقطت هيبة الجيش الإنجليزي وخاصة لما تم جمع اسراهم وشحنهم في المراكب إلى القاهرة ليتحقق الناس عظم النصر الذي ادركه الجيش المصري. وصل اولئك الاسرى إلى بولاق يوم 2 صفر 1222 (29 أبريل سنة 1807) فسيقوا من بولاق إلى الازبكية ومنها إلى القلعة، وعددهم 480 أسيرا وفي مقدمتهم من قواد الجيش الإنجليزي الماجور مور، والماجور وجلسند، وكان يوم حضورهم يوما مشهود احتشدت فيه الجماهير من سكان العاصمة على جوانب الشوارع والطرقات لرؤية منظر الاسرى، وطيف برءوس القتلى الإنجليز ليراها الناس على الطريقة التي كانت مألوفة في ذلك العصر فبلغ عددها 450 رأسها.
أما الجنرال فريزر فقد اسقط في يده بعد هزيمتي رشيد والحماد ورأى من العبث ان يعاود القتال، فامتنع بالإسكندرية واخذ في تحصينها، وبعث بالرسل إلى زعماء المماليك يذكرهم بوعود الالفي ويناشدهم العهود ويحرضهم على امداده ومعاضدته ليواصل القتال ويعيدهم إلى دست الأحكام، ولكن المماليك لما علموا بما حل بالإنجليز من الهزيمة صموا آذانهم عن الاستجابة لطلب الجنرال فريزر وظلوا بعيدين عن غمرات القتال.